# Équipe d'Égypte de football américain
L'équipe d'Égypte de football américain représente l'Association d'Égypte de football américain (AÉFA) lors des compétitions internationales.
Créée en 2013 par Mo'men Naiem qui est également Vice-Président de l'IFAF Africa.
En 2014, la AÉFA est membre de l'IFAF Africa.
Elle est également membre de Fédération internationale de football américain depuis le 15 juillet 2014 au congrès de l'IFAF au Koweït.
La sélection devient finaliste du Championnat d'Afrique de Football Américain 2014, perdant la finale face à l'équipe du Maroc 26 à 6.

## Palmarès
Jeux mondiaux
- 2005 : Non présente
- 2017 : Non présente

Coupe du monde de football américain
- 1999 : Non présente
- 2003 : Non présente
- 2007 : Non présente
- 2011 : Non présente
- 2015 : Non qualifié
- 2019 :

Championnat d'Afrique de Football Américain
- 2014 :  Finaliste
- 2018 :

## Uniforme
| 2013 |